# Меркушин Олег Валерійович
Оле́г Вале́рійович Мерку́шин  (28 вересня 1968, Свердловськ) — український тренер з біатлону. Заслужений тренер України (2001). Чоловік і тренер Ірини Меркушиної, батько і особистий тренер Анастасії та Олександри Меркушиних. У 2001—2002 роках — старший тренер збірної України з біатлону.

## Біографія
Народився 28 вересня 1968 у Свердловську (нині Єкатеринбург). 1991 року закінчив Львівський інститут фізичної культури і почав працювати тренером-викладачем. Зокрема, у 1995—1897 — тренер навчально-методичного відділу навчально-спортивної бази «Тисовець» МО України (Сколівського району Львівської області); 1998—2001 — тренер гірськолижної СДЮШОР львівського обласного спортивного товариства «Динамо»; 2002—2010 — тренер Новояворівської ДЮСШ «Янтар» (Яворівського району Львівської області), з 2015 року тренер Тернопільської обласної школи вищої спортивної майстерності.
Багатолітній тренер збірної команди України з біатлону. Серед його вихованців — чемпіон світу з біатлону Дмитро Підручний, срібний призер чемпіонату світу серед юніорів В. Труш. Ірина Меркушина, Анастасія Меркушина, Олександра Меркушина.